# Enrico Carano
Enrico Carano (Gioia del Colle, 18 agosto 1877 – Gioia del Colle, 23 dicembre 1943) è stato un botanico italiano.

## Biografia
Si occupò della redazione degli articoli di Botanica sull'Enciclopedia Italiana di scienze, lettere ed arti, altrimenti nota come Enciclopedia Treccani a cura dell'Istituto dell'Enciclopedia Italiana.
Suo fratello Giovanni fu un celebre economista.